# Портрет Александра Эммануиловича Пейкера
«Портрет Александра Эммануиловича Пейкера» — картина Джорджа Доу и его мастерской из Военной галереи Зимнего дворца.
Картина представляет собой погрудный портрет генерал-майора Александра Эммануиловича Пейкера из состава Военной галереи Зимнего дворца.
Во время Отечественной войны 1812 года полковник Пейкер был шефом 2-го морского полка и занимался формированием и обучением Санкт-Петербургского и Новгородского ополчения, прикрывал дорогу от Москвы к столице. Присоединившись к действующей армии в конце 1812 года, принял участие в Заграничных походах, за отличие при блокаде Данцига произведён в генерал-майоры.
Изображён в генеральском мундире, введённом для пехотных генералов 7 мая 1817 года. Слева на груди звезда ордена Св. Анны 1-й степени; на шее крест ордена Св. Владимира 3-й степени; справа на груди крест ордена Св. Георгия 4-го класса, серебряная медаль «В память Отечественной войны 1812 года» на Андреевской ленте, крест ордена Св. Иоанна Иерусалимского, и бронзовая дворянская медаль «В память Отечественной войны 1812 года» на Владимирской ленте, ниже их шитая звезда ордена Св. Иоанна Иерусалимского. С тыльной стороны картины надпись: Pyker. Подпись на раме: А. Э. Пейкеръ 1й, Генералъ Маiоръ.
7 августа 1820 года Комитетом Главного штаба по аттестации Пейкер был включён в список «генералов, заслуживающих быть написанными в галерею» и 6 января 1822 года император Александр I приказал написать его портрет. В 1820-е годы Пейкер служил в 1-й пехотной дивизии в Ярославской губернии, а с мая 1824 года возглавил эту дивизию. 7 декабря того же года он писал в Инспекторский департамент Военного министерства: «по настоящее время будучи удерживаем занятиями по службе не находил я возможности прибыть в Санкт-Петербург, а между тем живописец Дав вторично письмом извещая меня, что коллекция портретов приводится к окончанию, просит о скорейшем прибытии туда или о присылке для скопирования схожего портрета через Главный штаб Е. И. В. Вследствие чего имею честь препроводить при сём портрет, списанный с меня совершенно схоже, обращаясь к Вашему Превосходительству с покорнейшей просьбой приказать передать оный означенному живописцу и о даче ему приказания на счёт возвращения портрета сего по миновании в нём надобности». Гонорар Доу был выплачен 24 марта 1825 года и 21 июня 1827 года. Готовый портрет был принят в Эрмитаж 8 июля 1827 года. Предыдущая сдача готовых портретов для Военной галереи состоялась 18 октября 1826 года, поэтому считается, что портрет Пейкера был написан между этими датами. Портрет-прототип современным исследователям неизвестен.
В 1848 году в мастерской К. Края по рисунку И. А. Клюквина с портрета была сделана литография с указанием года, опубликованная в книге «Император Александр I и его сподвижники» и впоследствии неоднократно репродуцированная.